# 马尔马涅 (科多尔省)
马尔马涅（法語：Marmagne，法語發音：[maʁmaɲ]）是法国科多尔省的一个市镇，属于蒙巴尔区。

## 地理
马尔马涅（47°37'19"N, 4°22'3"E）面积12.89 平方千米，位于法国勃艮第-弗朗什-孔泰大區科多尔省，该省份为法国中东部省份，北起奥布省，西接涅夫勒省和约讷省，南至索恩-卢瓦尔省，东南接汝拉省，东临上索恩省，东北部与上马恩省接壤。
与马尔马涅接壤的市镇（或旧市镇、城区）包括：图永、凡莱蒙巴尔、蒙巴尔、诺让莱蒙巴尔。

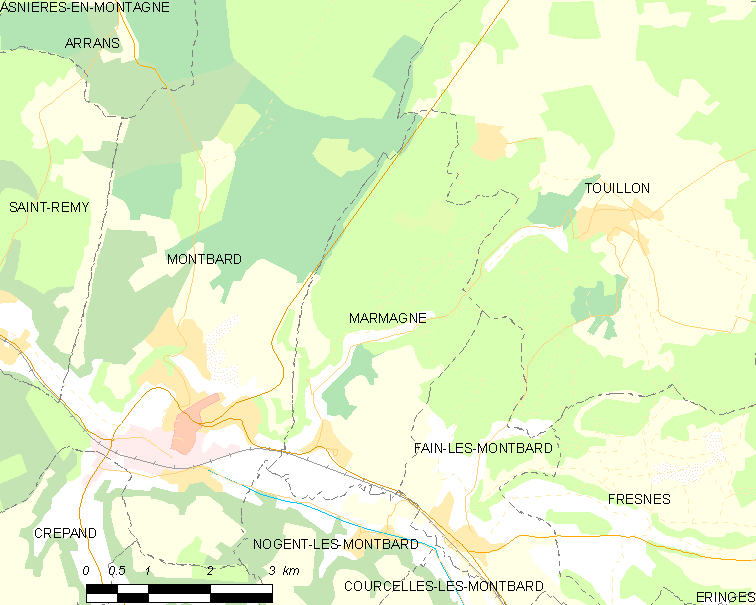
的OSM定位图

马尔马涅的时区为UTC+01:00、UTC+02:00（夏令时）。

## 行政
马尔马涅的邮政编码为21500，INSEE市镇编码为21389。

## 政治
马尔马涅所属的省级选区为蒙巴尔县。

## 人口

1962-2008年间人口变化图示

马尔马涅于2022年1月1日时的人口数量为197人。